# First Division 1988-1989 (Irlanda)
Fu la quarta stagione della League of Ireland First Division e vennero promosse le prime due squadre qualificate ovvero: il Drogheda United F.C. e il University College Dublin A.F.C..

## First Division
| Pos. | Squadra                          | Pt | G  | V  | N  | P  | GF | GS | DR  |
| ---- | -------------------------------- | -- | -- | -- | -- | -- | -- | -- | --- |
| 1    | Drogheda United F.C.             | 39 | 27 | 16 | 7  | 4  | 38 | 22 | +16 |
| 2    | University College Dublin A.F.C. | 34 | 27 | 11 | 12 | 4  | 36 | 16 | +20 |
| 3    | Bray Wanderers A.F.C.            | 34 | 27 | 13 | 8  | 6  | 41 | 25 | +16 |
| 4    | Finn Harps F.C.                  | 32 | 27 | 12 | 8  | 7  | 30 | 19 | +11 |
| 5    | Home Farm F.C.                   | 28 | 27 | 9  | 10 | 8  | 38 | 28 | +10 |
| 6    | Newcastlewest F.C.               | 27 | 27 | 7  | 13 | 7  | 33 | 37 | -4  |
| 7    | Monaghan United F.C.             | 23 | 27 | 6  | 11 | 10 | 28 | 42 | -14 |
| 8    | Longford Town F.C.               | 23 | 27 | 9  | 5  | 13 | 25 | 43 | -18 |
| 9    | E.M.F.A.*                        | 16 | 27 | 4  | 8  | 15 | 18 | 41 | -23 |
| 10   | Sligo Rovers F.C.                | 14 | 27 | 4  | 6  | 17 | 23 | 37 | -14 |

G = Partite giocate; V = Vittorie; N = Nulle/Pareggi; P = Perse; GF = Goal fatti; GS = Goal subiti; DR = Differenza reti;
'*'E.M.F.A. cambio il suo nome in Kilkenny City A.F.C. nella stagione successiva.